# Skořenice
Skořenice (v místním nářečí Skorenice, německy Skorenitz) jsou obec tři kilometry severně od města Choceň v okrese Ústí nad Orlicí v Pardubickém kraji. Žije zde 409 obyvatel. K obci náleží osada Vrchovina. Obcí protéká Skořenický potok, který se vlévá do Tiché Orlice.

## Název
Název vesnice je odvozen ze slov skóra (kůra) a osobního jména Skořina, která se v označení vsi nejspíše různě zaměňovala. V historických pramenech se jméno vsi objevuje ve tvarech: Skorzenicz (1373), Skorzienicz (1376), Skorinicze (1397), Skorzienicz (1398), Skorzenicz (1406, 1407, 1408), Skorinicz (1407), v Skorynici (1409), w Korzeniczych (1495), Skorzenicze (1559), Skorenice (1596, 1654), Skořenice (1671), Skoronic (1671), Skoronitz (1684), Skorzenic (1706), Skorenic (1711), Skorenicze (1719), Skorenicz, Skornicz a Skorowniez (1789), Skořenitz (1837) a Skorenice (1854 a 1916).

## Historie
První písemná zmínka o vesnici pochází z roku 1373. V písemnostech jsou zmiňovány v majetku Otíka z Olešné jako kvetoucí osada s kostelem.[zdroj⁠?!]

## Obyvatelstvo
| Rok            | 1869 | 1880 | 1890 | 1900 | 1910 | 1921 | 1930 | 1950 | 1961 | 1970 | 1980 | 1991 | 2001 | 2011 | 2021 |
| -------------- | ---- | ---- | ---- | ---- | ---- | ---- | ---- | ---- | ---- | ---- | ---- | ---- | ---- | ---- | ---- |
| Počet obyvatel | 489  | 521  | 508  | 503  | 444  | 547  | 501  | 433  | 500  | 428  | 394  | 372  | 451  | 431  | 373  |
| Počet domů     | 70   | 71   | 72   | 73   | 71   | 79   | 88   | 102  | 93   | 94   | 101  | 119  | 123  | 128  | 129  |

## Obecní správa a politika
V letech 1961–1990 k obci patřil Bošín.

### Obecní symboly
Znak a vlajka byly obci uděleny rozhodnutím předsedy Poslanecké sněmovny Parlamentu České republiky dne 9. prosince 2015.

### Starostové
Seznam starostů a předsedů místního národního výboru:
- Josef Samek (1915–1919),
- Jan Rychtařík (1919–1923),
- František Bartoň (1923–1939),
- Josef Šimek (1939–1947),
- Josef Šeda,
- František Broulík,
- Antonín Šebek,
- Jan Hlaváček (60. léta),
- Miroslav Zelenka (70. léta),
- Jan Rychtařík (1990–1994),
- Jan Provazník (1994–1996),
- Jan Šeda (1996–1998),
- Václav Štancl (1998–2002),
- Jan Cvrk (2002–2006),
- Václav Štancl (2006–2010),
- Iveta Diepoltová (2010–2014),
- Eva Frnková (od roku 2014).[9]

## Doprava
Obcí prochází krajská silnice II/316 Kostelec nad Orlicí – Běstovice. Obslužnost veřejnou dopravou zajišťuje autobusové spojení linkou č. 700941 Choceň – Skořenice – Kostelecké Horky (– Borohrádek) a linkou č. 660572 Choceň – Skořenice – Kostelec nad Orlicí, která však obsluhuje pouze místní část Vrchovina. Ve Skořenicích se nachází jedna autobusová zastávka, v části Vrchovina jsou dvě zastávky.

## Služby
V obci se nachází Základní a mateřská škola, obecní knihovna, obecní hospoda, prodejna, hasičská zbrojnice, kostel a hřbitov.

### Základní škola a mateřská škola Skořenice
Od roku 1779 se vyučovalo v budově fary. V roce 1822 se začala stavět nová budova školy a od roku 1824 začala sloužit žákům a učitelům. O sto let později (roku 1924) bylo rozhodnuto o rozšíření budovy. Vyučovalo se v ní do roku 1988, kdy byla škola pro nedostatek žáků zrušena. Po sametové revoluci 1989 a změně politického vedení a priorit byla škola znovu otevřena 1. září 1993.
Obec zřizuje malotřídní základní školu s prvním stupněm a mateřskou školou.

### Spolky
V obci působí místní sbor dobrovolných hasičů Skořenice a Myslivecký spolek Bošínská obora. Obec má vlastní hokejový klub HC Kocouři Skořenice.

## Pamětihodnosti
- Původně gotický kostel svaté Maří Magdaleny přestavěný v letech 1865–1867
- Kamenný kříž na návsi obce z roku 1784, obnovený v letech 1858 a 1933
- Kamenný sloupek z roku 1927 na okraji obce
- Pomník obětem první a druhé světové války s nápisem: „Památce těch, kteří se nedočkali slunce svobody 1914–1918/ Dostál František, Fibikar František, Jozífek František, Komeník František, Kořínek František, Novohradský V., Ondráček Josef, Šeda Josef. Obětem nacismu 1939–1945 Houdek Josef, Ropek Ladislav“

## Galerie

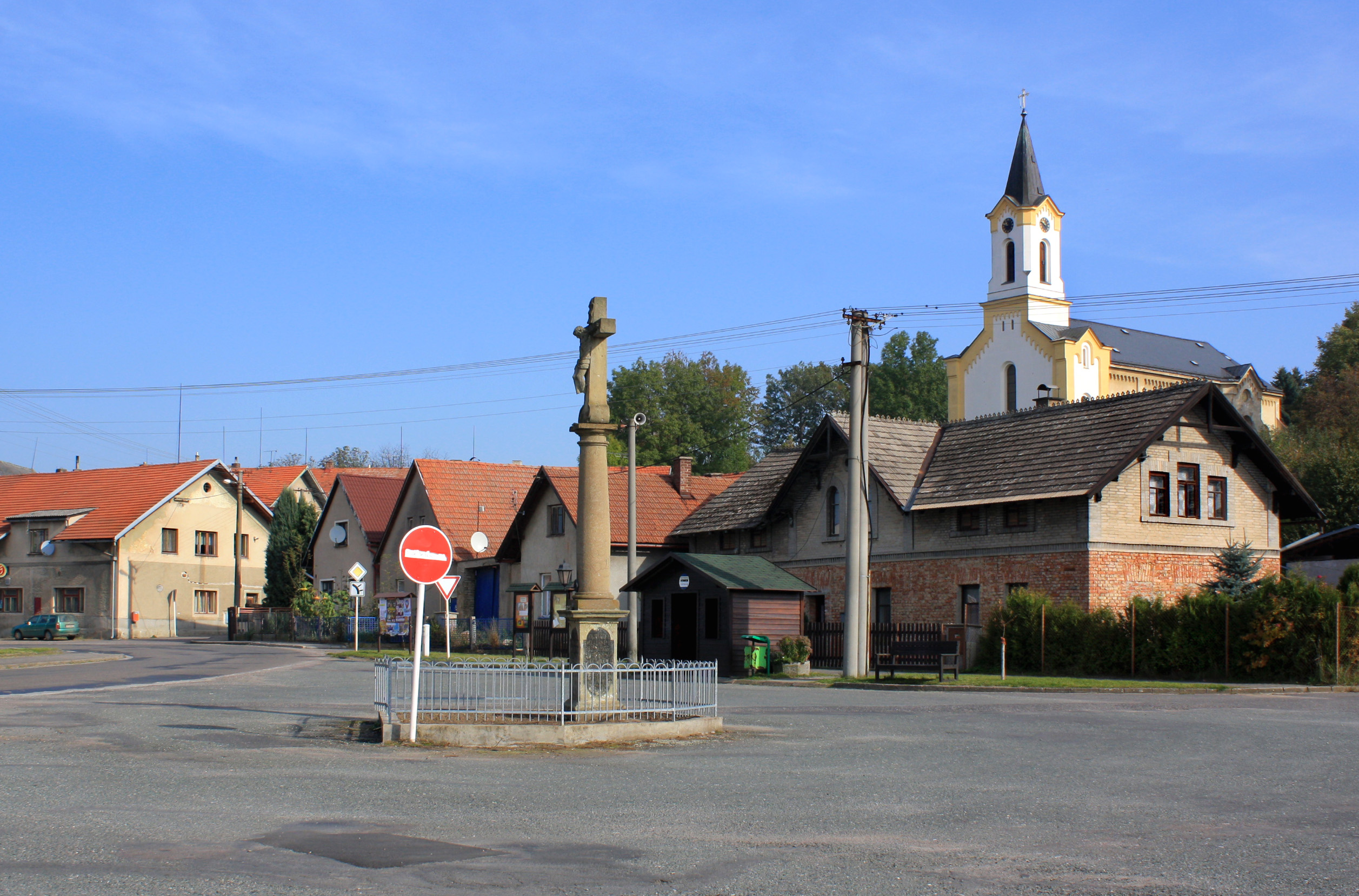
Náves
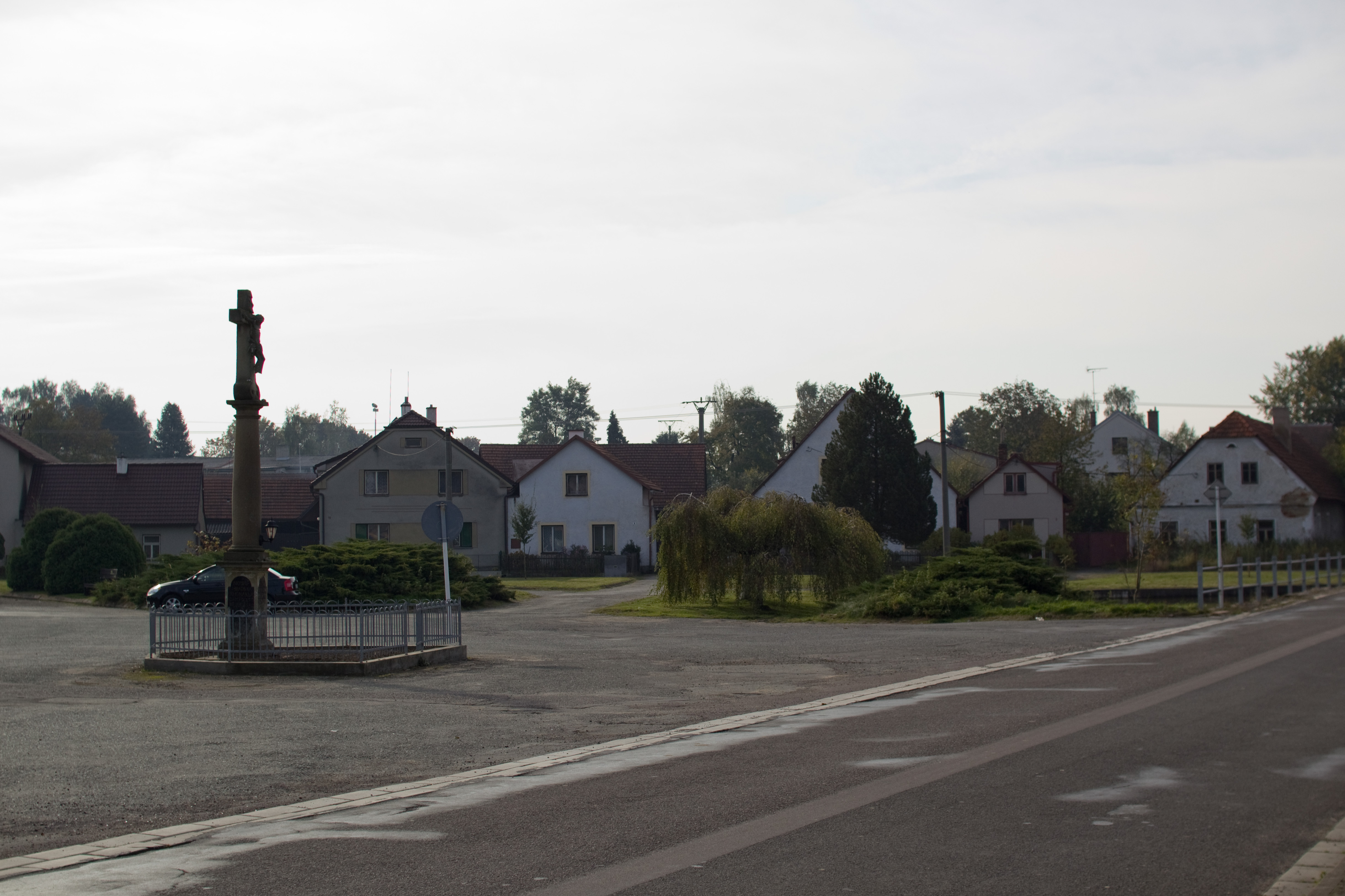
Náves
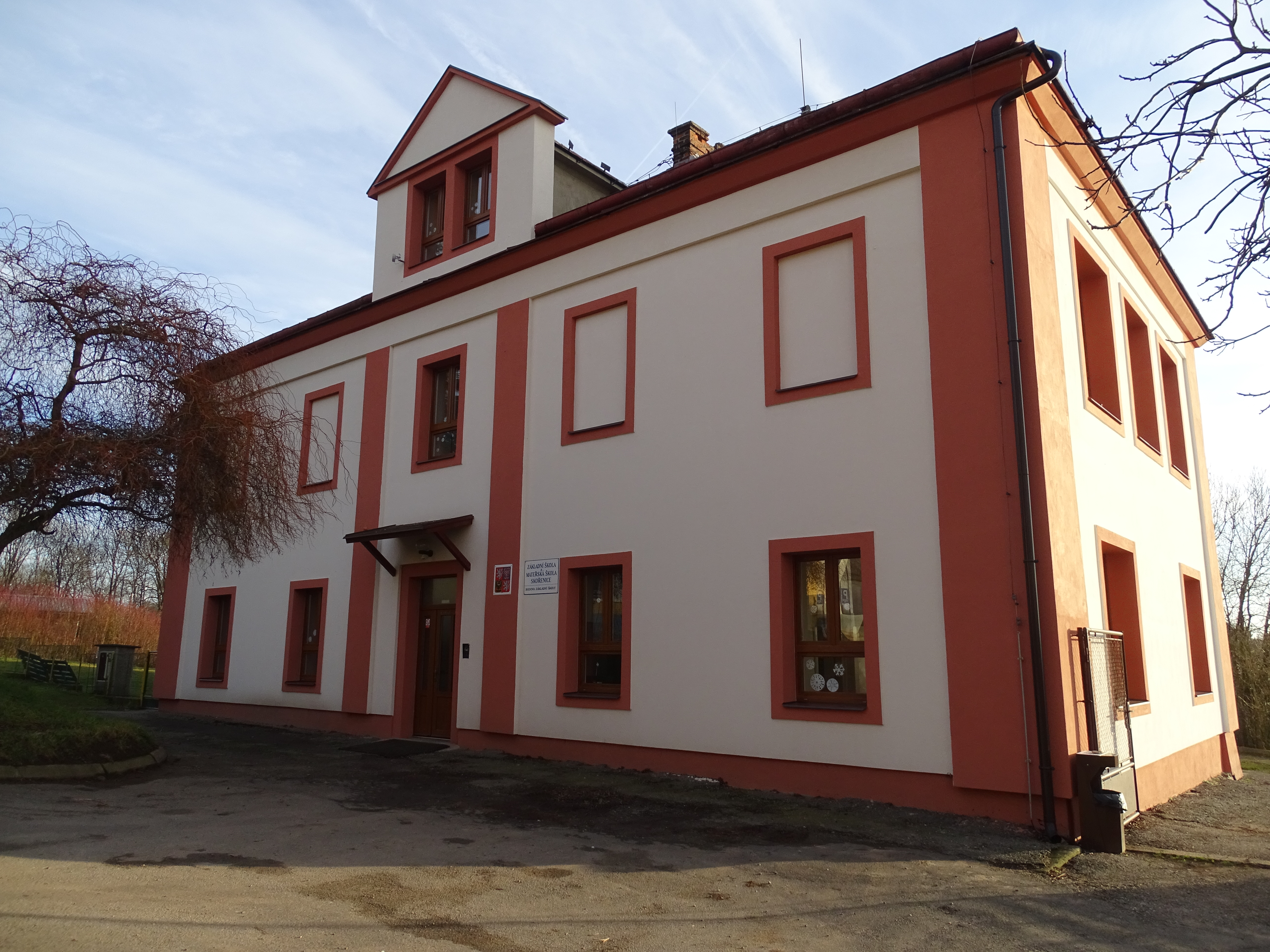
Základní škola
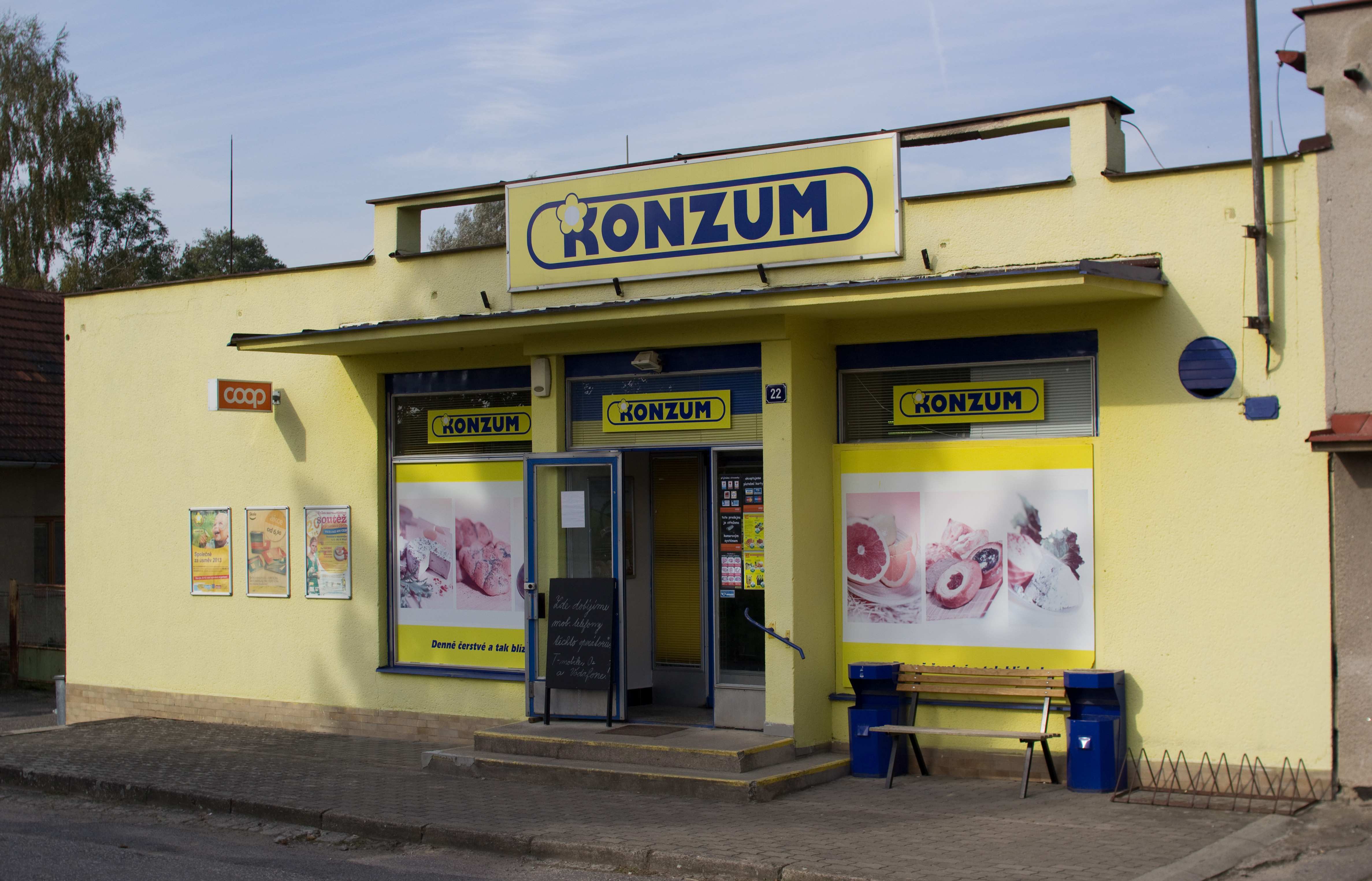
Prodejna
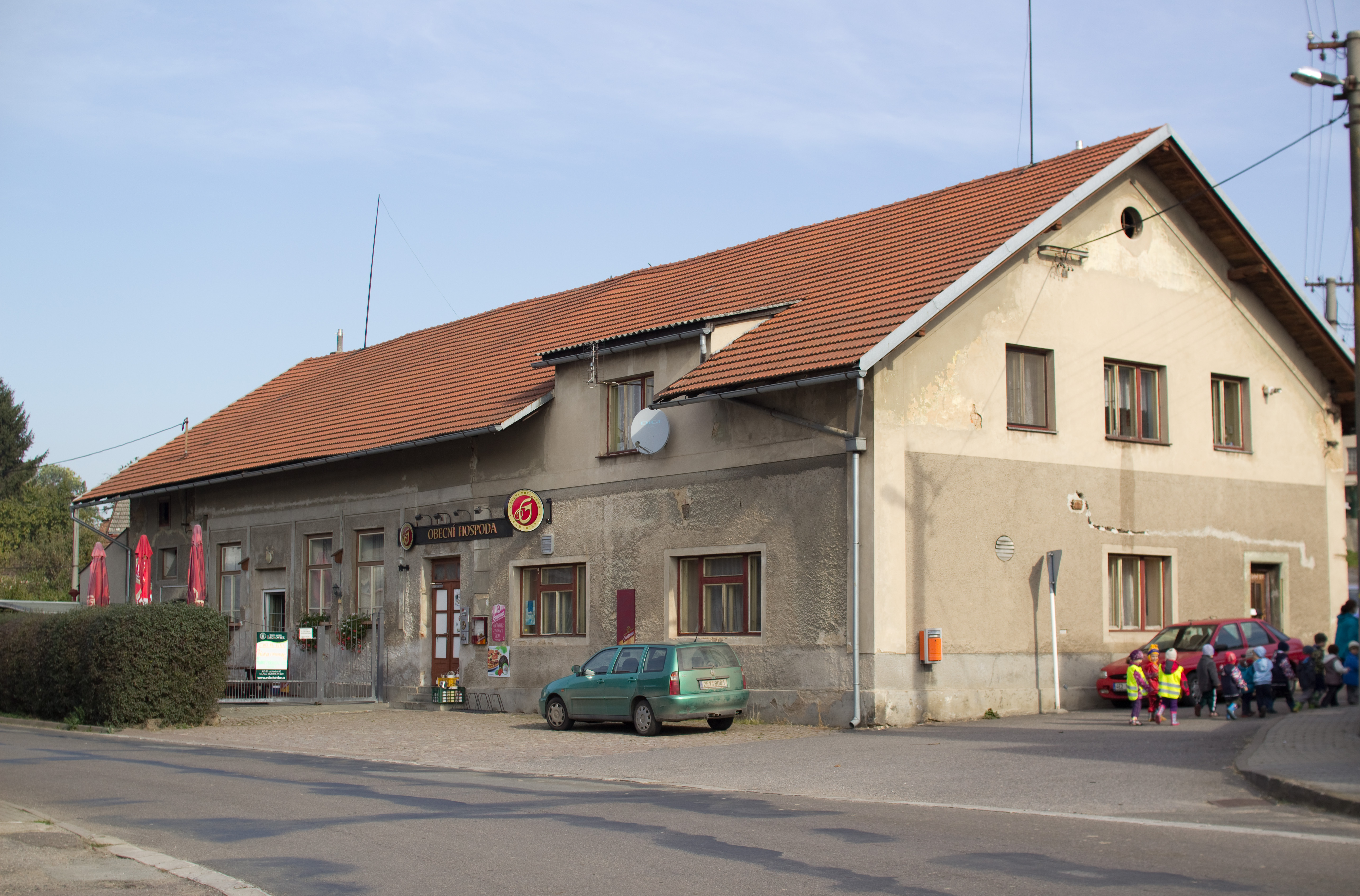
Obecní hospoda
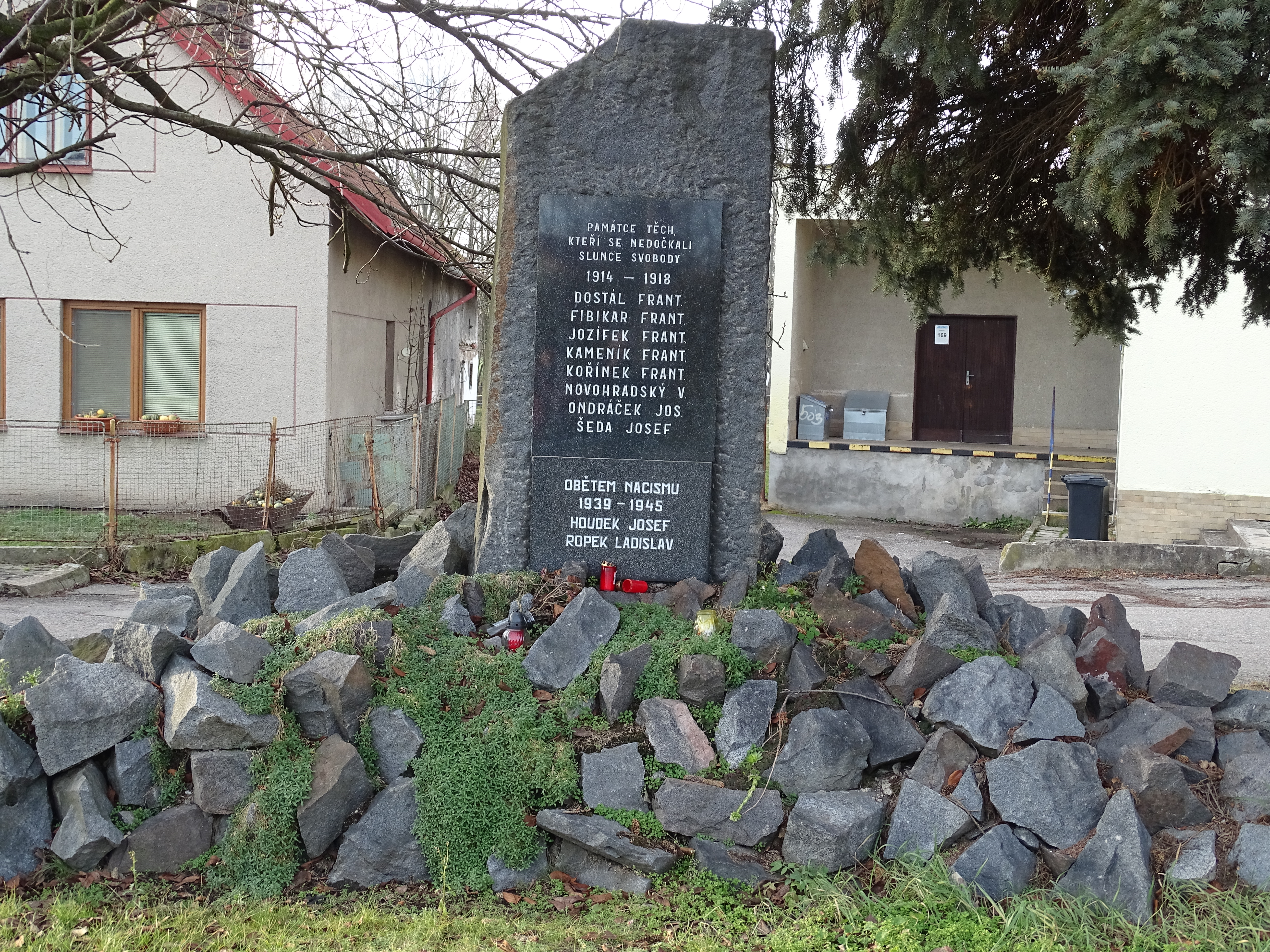
Pomník obětem války